# Passiflora ampullacea
Passiflora ampullacea är en passionsblomsväxtart som beskrevs av Hermann August Theodor Harms. Passiflora ampullacea ingår i släktet passionsblommor, och familjen passionsblomsväxter. Inga underarter finns listade i Catalogue of Life.